# Systema Naturae
Systema Naturae var et af de største værker skrevet af den svenske botaniker, zoolog og læge Carolus Linnaeus (1707–1778) og indførte en ny navngivning af planter og dyr. Selv om dette system for navngivning, der nu er kendt som binominal nomenklatur, delvist blev udviklet af de to schweiziske brødre Johann og Gaspard Bauhin to hundrede år tidligere, så var Linnaeus den første, der begyndte at anvende det konsekvent. Den første udgave kom i 1735. I den 10. udgave (1758), der var den vigtigste, var den fulde titel Systema naturæ per regna tria naturæ, secundum classes, ordines, genera, species, cum characteribus, differentiis, synonymis, locis, der omtrent kan oversættes til: "Naturens system med naturens tre riger, i klasser, ordener, slægter og arter, med karakteristika, forskelle, synonymer og steder".
Den 10. udgave (1758) af denne bog anses som udgangspunkt for zoologisk nomenklatur. I 1766-1768 udgav Linné den meget udvidede 12. udgave, der blev den sidste med ham som forfatter. En anden udgave, igen udvidet, i samme stil og kaldt "Systema Naturae" blev udgivet af Johann Friedrich Gmelin mellem 1788 og 1793. I hvert fald siden begyndelsen af 1900-tallet har zoologer almindeligvis betragtet dette som den sidste udgave i denne bogrække. Siden 1954 er den officielt blevet betragtet som den 13. udgave af Systema Naturae.

## Overblik
Linnaeus (senere kendt som "Carl von Linné" efter hans adling i 1761) udgav den første udgave af Systema Naturae i året 1735 mens han opholdt sig i Nederlandene. Som det var kutyme for videnskabelige udgivelser på den tid var bogen skrevet på latin. Her beskrev han sine ideer i hovedtræk for den hierarkiske klassifikation af naturen, idet han delte den i dyreriget (regnum animale), planteriget (regnum vegetabile) og mineralriget (regnum lapideum).
Linnés Systema Naturae opregner kun cirka 10.000 arter af organismer, af hvilke omkring 6.000 er planter og 4.236 er dyr. Ifølge den britiske botaniker William T. Stearn (1911-2001), "troede Linné så sent som i 1753, at antallet af plantearter i verden næppe ville nå 10.000. I hele sin karriere navngav han omkring 7.700 arter af blomsterplanter".
Linné mente ikke at klassifikationen af planteriget i sin bog var naturlig, det vil sige afspejlende Guds plan med skabelsen. Hans seksualsystem, hvor plantearter med det samme antal støvdragere blev behandlet i den samme gruppe, var praktisk, men efter hans mening kunstig. Linné troede på Guds skabelse, og at der ikke var noget dybere slægtskab at finde. Han er ofte blevet citeret for at have sagt: "Gud skabte, Linnaeus organiserede". Klassifikationen af dyr var mere naturlig, f.eks. blev mennesker for første gang placeret sammen med andre primater som "Anthropomorpha".
Som følge af deres popularitet fortsatte Linné med at udgive nye og stadig voksende udgaver. Den første udgave i 1735 var på 11 meget store sider, mens den 12. udgave (1766–1768) var på 2.400 sider. Efterhånden som arbejdet skred frem foretog han ændringer: i første udgave blev hvaler klassificeret som fisk, mens hvaler i 10. udgaver var blevet flyttet til klassen pattedyr. I denne 10. udgave indførte han toleddede navne (binominal nomenklatur) for dyrearter, noget som han allerede havde gjort for plantearter i bogen Species Plantarum fra 1753. Systemet udviklede sig siden hen til den moderne hierarkisk opbyggede biologiske klassifikation.
Efter Linnés forværrede helbred tidligt i 1770'erne gik udgivelsen af Systema Naturae i to forskellige retninger. En anden svensker Johan Andreas Murray (1740-1791) tog udgangspunkt i afsnittet Regnum Vegetabile og udgav det i 1774 under navnet Systema Vegetabilium og kaldte det lidt forvirrende for 13. udgave. Samtidig fremkom en 13. udgave af hele Systema Naturae i flere dele i løbet af årene 1788-1793.

## Taksonomi
I afsnittet Imperium Naturae i den 12. udgave etablerede Linné tre riger, nemlig Regnum Animale, Regnum Vegetabile og Regnum Lapideum. Denne opdeling i dyre-, plante- og mineralriget har i folkemunde overlevet indtil nutiden, især i forbindelse med en variant af legen "20 spørgsmål til professoren", hvor man på forhånd får at vide, hvilken af de tre riger genstanden, der skal gættes, tilhører. Klassifikationen byggede på fem niveauer (kategorier): rige, klasse, orden, slægt og art. Art og slægt blev betragtet som gudgivne (eller "naturlige"), mens Linné anså de tre højere kategorier som kunstige. Ideen med at indordne alle organismer i disse kategorier var at skabe et system, der var nemt at huske og finde rundt i, hvilket må siges at være lykkedes.
Linnés arbejde havde en meget stor indflydelse på videnskaben. Det var uundværligt som et fundament for den zoologiske og botaniske nomenklatur. To af hans værker, første udgave af Species Plantarum (1753) for planter og 10. udgave af Systema Naturae (1758), er accepteret som udgangspunkt for nomenklaturen. De fleste af navnene for arter og slægter blev publiceret på et meget tidligt tidspunkt, således at de har højere prioritet end de senere navne, der stammer fra andre forfattere. Inden for zoologi findes en enkelt undtagelse, en monografi om svenske edderkopper, Svenska Spindlar, udgivet af Carl Clerck i 1757, så navnene publiceret her har førsteprioritet i forhold til Linnés navne. Dog skyldtes hans indflydelse på videnskaben i mindre grad taksonomien. Hans talent for at tiltrække dygtige unge studerende og sende dem verden rundt, for at indsamle planter og dyr, gav hans arbejde langt mere gennemslagskraft end arbejdet fra hans samtidige. Ved udgangen af det 18. århundrede var hans system i praksis blevet standardsystemet for biologisk klassifikation.

### Dyreriget
Kun i dyreriget er Linnés højere taksonomiske niveauer stadig mere eller mindre genkendelige, og nogle af disse navne er stadig i brug, men almindeligvis ikke helt for de samme grupper som anvendt af Linné. Han delte dyreriget i seks klasser. I 10. udgave (1758) var disse klasser:
1. Mammalia omfattede pattedyrene. I første udgave blev hvalerne og den vestindiske manat (Trichechus manatus) klassificeret blandt fiskene.
2. Aves omfattede fuglene. Linné var den første, der flyttede flagermusene fra fuglene og klassificerede dem som pattedyr.
3. Amphibia omfattede padder, krybdyr, og forskellige fisk, der ikke findes i Osteichthyes (benfisk).
4. Pisces omfattede benfisk. Disse inkluderede pigfinnefisk (Perciformes) som en særskilt orden.
5. Insecta omfattede alle leddyr. Krebsdyr, spindlere og skolopendre og tusindben var inkluderet som ordenen "Aptera".
6. Vermes omfattede de resterende hvirvelløse dyr, groft inddelt i "orme", bløddyr og hårdskallede organismer som pighuder.

### Planteriget
Hans ordener og klasser blandt planterne, nævnt i hans Systema Sexuale, var aldrig ment  til at skulle repræsentere naturlige grupper (modsat hans ordines naturales i hans Philosophia Botanica), men kun til brug for identifikation. De blev brugt på denne måde langt ind i det 19. århundrede.

### Mineralriget
Linnés taksonomi for mineraler har længe været ude af brug. I den 10. udgave, 1758, af Systema Naturae var hans klasser:
- Classis 1. Petrae (sten og klipper)
- Classis 2. Minerae (mineraler og malm)
- Classis 3. Fossilia (fossiler og sedimenter)[16]